# Karl von Monsterberg
Friedrich Wilhelm Karl Wolf von Monsterberg (* 16. Februar 1781 in Wehlau; † 17. Juli 1855 in Münster) war ein preußischer Generalleutnant und Kommandeur der 13. Division.

## Leben

### Herkunft
Seine Eltern waren Wilhelm Friedrich von Monsterberg (* 1747; † 17. August 1817) und dessen Ehefrau Anna Maria Tugendreich, geborene Starck (* 1759; † 16. November 1801), die Tochter eines Großbürgers in Allenburg, Ostpreußen. Sein Vater war preußischer Rittmeister a. D., zuletzt im Dragonerregiment „von Werther“ sowie Werbeoffizier des Regiments.

### Leben
Im Jahr 1794 kam Monsterberg als Gefreitenkorporal in das Infanterieregiment „von Wildau“ der Preußischen Armee und avancierte bis Anfang Oktober 1797 zum Sekondeleutnant. 1801 wurde er Adjutant des Grenadierbataillons „Fabecky“, das sich aus Grenadierkompanien der Regimenter „Prinz Hohenlohe“ und „von Diericke“ formierte. Im Vierten Koalitionskrieg kämpfte Monsterberg in der Schlacht bei Preußisch Eylau sowie in den Gefechten bei Pompecken, Soldau und Königsberg.
Nach dem Frieden von Tilsit kam er am 21. Januar 1808 in das 3. Ostpreußische Infanterie-Regiment und stieg dort bis Oktober 1811 zum Stabskapitän auf. Als solcher nahm Monsterberg 1812 an der Seite Frankreichs während des Russlandfeldzuges an den Kämpfen bei Ruhenthal und Eckau teil. Am 20. April 1813 folgte mit seiner Beförderung zum Kapitän die Ernennung zum Kompaniechef im 2. Ostpreußischen Grenadier-Bataillon. Während der Befreiungskriege erwarb er bei Großbeeren das Eiserne Kreuz II. Klasse, erhielt für Dennewitz eine Belobigung und für Leipzig das Kreuz I. Klasse. Später kämpfte Monsterberg auch bei Ligny und Belle Alliance sowie bei der Belagerung von Wittenberg und den Gefechten bei Luckau, Hoyerswerda, Issy und Namur. In der Zeit wurde er am 29. Januar 1814 mit Patent vom 20. Juni 1814 Major und Bataillonskommandeur im 2. Westfälischen Landwehr-Regiment. Am 25. August 1815 kam er zum 7/8. Westfälischen Landwehr-Regiment.
Nach dem Krieg wurde Monsterberg am 26. März 1820 in das 2. Kombinierte Reserve-Landwehr-Infanterieregiment versetzt und am 30. März 1822 zum Oberstleutnant befördert. 1825 erhielt er das Dienstkreuz. Am 30. März 1828 avancierte Monsterberg zum Oberst und wurde mit der Führung des 35. Infanterie-Regiments (3. Reserve-Regiment) beauftragt. Nach zwei Jahren wurde er zum Regimentskommandeur ernannt. Vom 30. März 1834 bis zum 28. November 1839 fungierte Monsterberg als Kommandeur der 7. Landwehr-Brigade in Magdeburg. In dieser Stellung wurde er am 30. März 1835 zum Generalmajor befördert sowie am 15. September 1838 mit dem russischen Sankt-Stanislaus-Orden I. Klasse ausgezeichnet. Am 29. November 1839 beauftragte man ihn mit der Führung der 13. Division in Münster und am 10. September 1840 wurde er zum Kommandeur dieses Großverbandes ernannt. Aufgrund einer Erkrankung erhielt er am 8. Juni 1841 drei Monate Urlaub bei vollem Gehalt, um in Marienbad zu kuren. Am 22. März 1842 erfolgte noch seine Beförderung zum Generalleutnant. Zwei Jahre später nahm Monsterberg am 19. März 1844 unter Verleihung des Roten Adlerordens I. Klasse mit Eichenlaub sowie einer Pension von 3430 Talern seinen Abschied. Er starb am 17. Juli 1855 in Münster.

### Familie
Monsterberg heiratete am 6. Februar 1815 in Wesel Wilhelmine Rosalie Josephine von Knebel (* 18. November 1794; † 22. Juni 1844), eine Tochter des K.u.K. Rittmeisters Georg Karl Wilhelm von Knebel aus dem Haus Kronstadt. Das Paar hatte mehrere Kinder:
- Joachim Heinrich Otto (* 1. November 1820; † 6. August 1870). Er wanderte 1855 aus, kehrte aber als Freiwilliger anlässlich des Krieges gegen Frankreich zurück und fiel in der Schlacht bei Wörth
- Ferdinand (* 29. Juli 1822; † 27. Juli 1897), Major a. D., Baudirektor beim VI. Armee-Korps
- Antonie (* 23. August 1826; † 23. März 1857) ⚭ 1848 Gisbert von Vincke (1813–1892)
- Pauline (* 24. Februar 1834; † 16. November 1914) ⚭ 1858 Ferdinand von Schwartz (1813–1883). Er entstammte der Hamburger Kaufmannsfamilie und war zuerst mit Marie Espérance von Schwartz verheiratet; die Ehe wurde 1854 geschieden.
- Eugenie (* April 1836; † 8. August 1903), Dichterin

Zwei Töchter starben jung.